# کیم اینا
کیم ای-نا (کره‌ای: 김이나؛ زادهٔ ۲۷ آوریل ۱۹۷۹) موسیقی‌دان اهل کره جنوبی است. وی از سال ۲۰۰۳ میلادی تاکنون مشغول فعالیت بوده‌است.
وی همچنین برندهٔ جوایزی همچون جایزه موسیقی ملون شده‌است.